# 성문 파열음
성문 파열음(聲門破裂音, glottal stop)은 자음의 하나로 성문에서 조음하는 파열음이다. 

## 특징
- 조음 방법은 조음기관 내의 공기의 흐름을 차단하여 만드는 파열음이다.
- 목에 힘을 주면 성문이 닫히는데, 그 때 목의 힘을 빼면서 공기를 밖으로 나가게 하면 이 소리를 발음할 수 있다.

## 발음의 예
- 한국어: 낱말 '일곱'(발음: [ʔilgop̚])에서 이 소리가 나타난다.
- 영어: 낱말 uh-oh(영국 영어의 용인 발음-[ˈɐʔəʊ] / 미국 영어-[ˈʌʔoʊ])에서 이 소리가 나타난다.
- 아랍어: ء(함자)에서 이 소리가 난다.
- 몰타어: q에서 이 소리가 난다.
- 피라항어: x에서 이 소리가 난다.
- 세리어: h에서 이 소리가 난다.
- 태국어: อ에서 이 소리가 난다.
- 하와이어: ʻ에서 이 소리가 난다.
- 소말리어, 유카텍 마야어: ʼ에서 이 소리가 난다.
- 과라니어: 모음 사이의 ʼ에서 이 소리가 난다.
- 촐어: -에서 이 소리가 난다.
- 기미어: k에서 이 소리가 난다.
- 오로모어, 야칸어: '에서 이 소리가 난다.

## 같이 보기
- 유성 인두 마찰음